# ベルンハルト・レーヌ
ベルンハルト・レーヌ（Bernhard Leene、1903年2月14日 – 1988年11月24日）は、 オランダ、デン・ハーグ出身の自転車競技（トラックレース）選手。
本名は、ベルンハルデュス・ペトリュス・レーヌ（Bernhardus Petrus Leene）。

## 経歴
4兄弟の末弟で、4人全員自転車競技選手であった。
1928年
- ダーン・ファン・ダイクとのコンビで、アムステルダムオリンピック・タンデムスプリントを優勝。

1932年
- ロサンゼルスオリンピック・タンデムスプリント4位（+ ヤコブス・ファン・エフモント）。

1936年
- ヘンク・オームスとのコンビで、ベルリンオリンピック・タンデムスプリント2位。